# سیارک ۱۲۵۱۴
سیارک ۱۲۵۱۴ (به انگلیسی: 12514 Schommer، نامگذاری:1998HM26) دوازده هزار و پانصد و چهاردهمین سیارک کشف شده‌است که در ۲۰ آوریل ۱۹۹۸ کشف شد.
قدر مطلق سیارک برابر ۱۷.۸ است.